# St. Leonhard, Liebenfels
St. Leonhard je naselje v Občini Liebenfels v Okraju Šentvid ob Glini na Koroškem v Avstriji.